# Pterostichus idahoae
Pterostichus idahoae är en skalbaggsart som beskrevs av Csiki. Pterostichus idahoae ingår i släktet Pterostichus och familjen jordlöpare. Inga underarter finns listade i Catalogue of Life.